# Falácias jingle-jangle
As falácias jingle-jangle são suposições errôneas de que duas coisas diferentes são iguais porque têm o mesmo nome (falácia jingle); ou duas coisas idênticas ou quase idênticas são diferentes porque são rotuladas de forma diferente (falácia jangle). Na pesquisa psicológica, uma falácia jangle é a inferência de que duas medidas (por exemplo, testes, escalas) com nomes diferentes medem construtos diferentes. Em comparação, uma falácia jingle é a suposição de que duas medidas chamadas pelo mesmo nome capturam o mesmo construto.
Um exemplo da falácia jangle pode ser encontrado em testes destinados a avaliar a inteligência emocional. Alguns desses testes medem apenas a personalidade ou testes regulares de QI. Um exemplo da falácia jingle é que personalidade e valores às vezes são confundidos e tratados como o mesmo construto. As falácias jingle e jangle tornam desafiador revisar literaturas para meta-análises. Ferramentas de aprendizado de máquina foram criadas para descobrir artigos relevantes, mesmo quando o mesmo construto é nomeado de maneira diferente em artigos diferentes.